# Tylko razem
Tylko razem (szw. Tillsammans) – szwedzki komediodramat z 2000 roku w reżyserii Lukasa Moodyssona.

## Obsada
- Lisa Lindgren jako Elisabeth
- Mikael Nyqvist jako Rolf
- Emma Samuelsson jako Eva
- Sam Kessel jako Stefan
- Gustaf Hammarsten jako Göran
- Anja Lundqvist jako Lena
- Jessica Liedberg jako Anna
- Ola Rapace jako Lasse
- Axel Zuber jako Tet
- Shanti Roney jako Klas
- Olle Sarri jako Erik
- Cecilia Frode jako Signe
- Lars Frode jako Sigvard
- Emil Moodysson jako Måne
- Henrik Lundström jako Fredrik
- Thérèse Brunnander jako Margit
- Claes Hartelius jako Ragnar
- Sten Ljunggren jako Birger

## Produkcja
Zdjęcia kręcono w Trollhättan i Vänersborg.

## Nagrody i wyróżnienia
Alpe d'Huez International Comedy Film Festival
- 2001 
  - Wygrana (Lukas Moodysson)

Bodil Awards
- 2001
  - Nominacja w kategorii Najlepszy film nieamerykański (Lukas Moodysson)

Bratislava International Film Festival
- 2000
  - Nominacja (Lukas Moodysson)

Chlotrudis Society for Independent Film
- 2002
  - Nominacja w kategorii Najlepsza obsada

Europejska Nagroda Filmowa
- 2000
  - Nominacja w kategorii Europejskie odkrycie roku - Prix Fassbinder (Lukas Moodysson)

Festival du Film de Paris
- 2001
  - Nagroda Specjalna Jury (Lukas Moodysson)
  - Nominacja do Grand Prix (Lukas Moodysson)

Film Fest Gent
- 2000
  - Wygrana w kategorii Najlepszy reżyser (Lukas Moodysson)
  - Nominacja (Lukas Moodysson)

Guldbagge
- 2001
  - Nominacja w kategorii Najlepszy reżyser (Lukas Moodysson)
  - Nominacja w kategorii Najlepszy scenariusz (Lukas Moodysson)
  - Nominacja w kategorii Najlepszy aktor drugoplanowy (Michael Nyqvist)

Independent Spirit Awards
- 2002
  - Nominacja w kategorii Najlepszy film zagraniczny (Lukas Moodysson)

Międzynarodowy Festiwal Filmowy Festroia
- 2001
  - Wygrana w kategorii Najlepszy reżyser (Lukas Moodysson)
  - Nominacja (Lukas Moodysson)

Międzynarodowy Festiwal Filmowy w Gijón
- 2000
  - Wygrana w kategorii Najlepszy aktor (Michael Nyqvist)
  - Wygrana w kategorii Najlepszy reżyser (Lukas Moodysson)
  - Wygrana w kategorii Najlepszy scenariusz (Lukas Moodysson)
  - Nagroda Specjalna Młodego Jury (Lukas Moodysson)
  - Nominacja do Grand Prix Asturias (Lukas Moodysson)

Międzynarodowy Festiwal Filmowy w Sztokholmie
- 2000
  - Nagroda FIPRESCI (Lukas Moodysson)

Nagroda Amanda
- 2001
  - Nominacja w kategorii Najlepszy zagraniczny film fabularny (Lukas Moodysson)

Newport International Film Festival
- 2001
  - Nagroda Specjalna Jury (Lukas Moodysson)

Philadelphia Film Festival
- 2001
  - Nagroda Jury (Lukas Moodysson)

Pula Film Festival
- 2001
  - Wyróżnienie (Lukas Moodysson)

Robert
- 2001
  - Nominacja w kategorii Najlepszy film nieamerykański (Lukas Moodysson)

Seattle International Film Festival
- 2001
  - Nagroda za nową reżyserię (Lukas Moodysson)

Taos Talking Pictures Film Festival
- 2001
  - Wygrana (Lukas Moodysson)